# I'm Glad
I'm Glad è un singolo della cantante statunitense Jennifer Lopez, pubblicato come terzo estratto dal terzo album in studio This Is Me... Then del 2002.

## Il video
Il video di I'm Glad, diretto da David LaChapelle, è ispirato al film del 1983 Flashdance, che vedeva protagonista Jennifer Beals, il cui personaggio, Alexandra Owens, è interpretato da Jennifer Lopez. Jennifer è vestita esattamente come la Beals nel film, ed ha affermato che I'm Glad è stato uno dei video più complicati da realizzare. Il risultato comunque è stato nominato per quattro MTV Video Music Awards nel 2003: "miglior video di un'artista femminile", "miglior video dance", "miglior coreografia", e "miglior regia".
Ha però generato dei problemi di diritti d'autore fra la Sony Music (etichetta della Lopez) e la Paramount Pictures (detentrice dei diritti del film). Il video rappresenta infatti la cantante che riproduce con filologica precisione alcune scene del film: stessi costumi, stesse coreografie, stesse inquadrature. Nonostante nelle intenzioni si trattasse, come dichiarato dalla Lopez, di un tributo al film, la Sony perse la causa e dovette pagare una penale alla Paramount per l'uso di quelle coreografie ed immagini all'interno del videoclip.

## Tracce
CD 1
1. I'm Glad – 3:42
2. I'm Glad (Paul Oakenfold Perfecto Remix) – 5:49
3. I'm Glad (Ford's Siren Club Mix) – 5:30
4. All I Have (Ignorants Mix featuring LL Cool J) – 4:02

CD 2
1. I'm Glad – 3:42
2. I'm Glad (J-Lo Vs. Who Da Funk Main Mix) – 7:21
3. I'm Glad (Murk Miami Mix) – 8:00
4. I'm Glad (Video)

## Classifiche
| Classifiche (2003) | Posizione massima |
| ------------------ | ----------------- |
| Australia          | 10                |
| Austria            | 50                |
| Belgio (Fiandre)   | 31                |
| Belgio (Vallonia)  | 30                |
| Canada             | 8                 |
| Germania           | 44                |
| Irlanda            | 19                |
| Italia             | 17                |
| Nuova Zelanda      | 22                |
| Paesi Bassi        | 17                |
| Spagna             | 19                |
| Svezia             | 51                |
| Svizzera           | 21                |
| Regno Unito        | 11                |
| Stati Uniti        | 32                |

### Classifiche di fine anno
| Classifica (2003) | Posizione |
| ----------------- | --------- |
| Australia         | 44        |